# Рябинка (река)
Рябинка (укр. Рябина) — левый приток реки Ворскла, протекающий по Богодуховскому (Харьковская область) и Ахтырскому (Сумская область) районам.

## География
Длина — 37 км. Площадь бассейна — 286 км². Русло реки в верхнем течении (село Леськовка) — 151,6 м.
Долина трапециевидная, изрезана балками. Правые берега выше и круче. Русло слаборазвитое. Используется для нужд сельского хозяйства и рыборазведения.
Река течёт с юго-востока на северо-запад. Река берёт начало на северной окраине села Зарябинка (Богодуховский район). Впадает в реку Ворскла (на 296-м км от её устья) в непосредственно севернее села Рябина (Ахтырский район).
На реке в среднем течении при впадении балок расположены водохранилища Воскресеньевское (площадь 1,58 км², объем 3,77 м³) и Матвеевское (площадь 1,18 км², объём 2,485 м³), а также в верхнем течении несколько прудов. Воскресеньевское водохранилище было создано в 1970 году для орошения, Матвеевское — 1974 году для орошения и рыборазведения. В пойме реки (кроме верхнего течения) местами присутствуют заболоченные участки с тростниковой растительностью. У впадении Берёзовки (восточнее Майского) на правом берегу реки расположен курган Крестовая Могила (164,2 м), южнее кургана балка Комаров Яр, а также по два источника севернее и южнее кургана.

## Притоки
Левый: Берёзовка.

## Населённые пункты
Населённые пункты на реке от истока к устью:
- Богодуховский район: Зарябинка, Леськовка, Горбановка, Матвеевка, Дмитровка, Новософиевка, Бабаки, Воскресеновка;
- Ахтырский район: Майское, Катериновка, Яблочное, Рябина.